# Вулиця Вернигори (Черкаси)
Ву́лиця Вернигори — невелика вулиця в Черкасах.

## Розташування
Починається від залізничного вокзалу і простягається на північ, перетинаючи вулицю Смілянську. Впирається в колишній військовий полігон, переходячи при цьому у вулицю Десантників.

## Опис
Вулиця неширока, по 1-2 смуги руху в кожний бік. Від початку і до вулиці Смілянської пролягає тролейбусна лінія.

## Походження назви
Вулиця була утворена як Перша Під'їзна. В 1967 році була перейменована в сучасну назву на честь Петра Вернигори, Героя Радянського Союзу. Того ж року було приєднано частину провулку Крупської.

## Будівлі
По вулиці розташовуються житлові будинки, пошта, декілька магазинів, невеликий ринок. На розі Смілянської встановлено пам'ятник воїнам-визволителям.

## Джерела

Пам'ятник на честь визволення міста Черкас
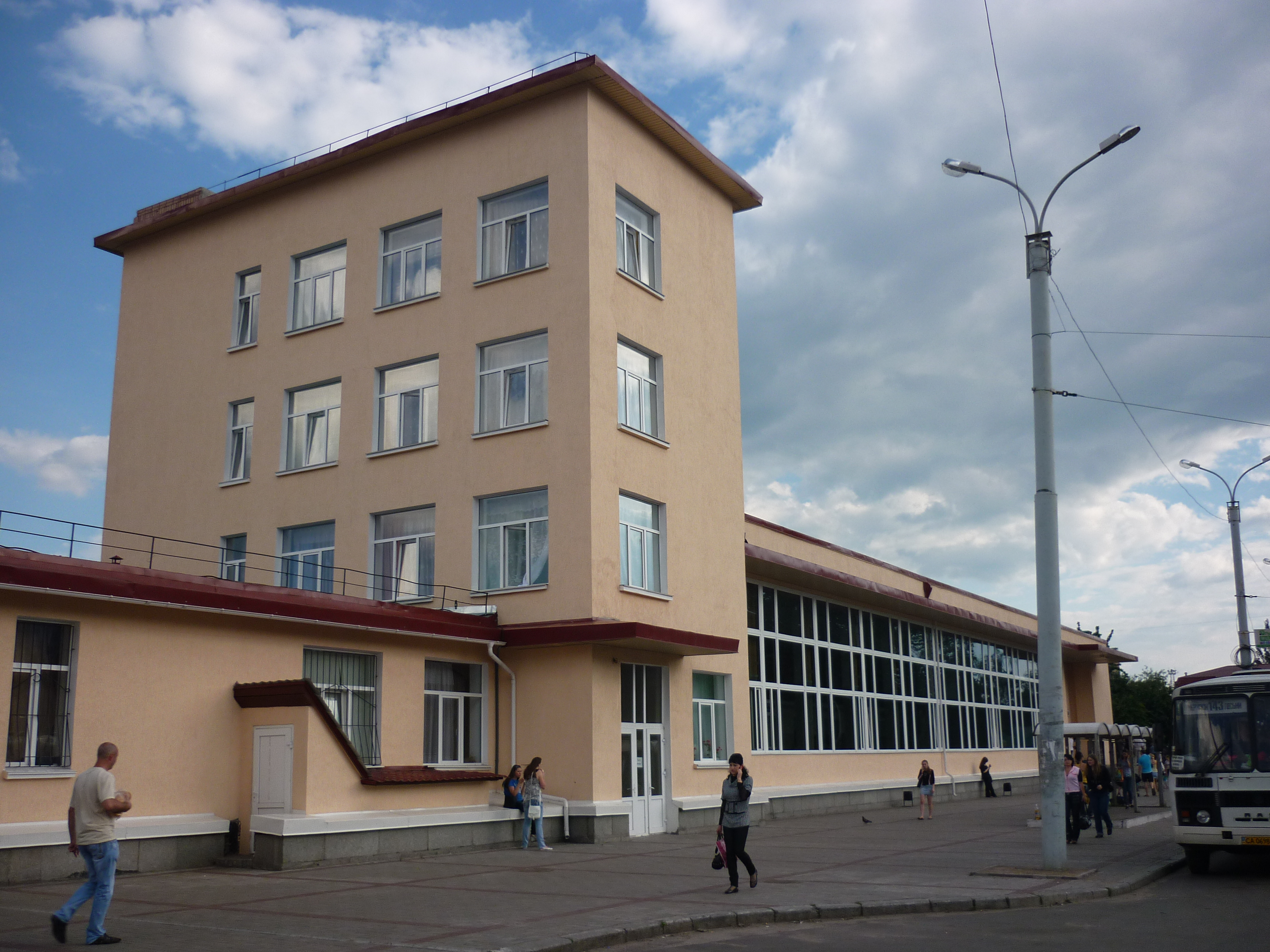
Залізничний вокзал